# Сенай, Иван Сергеевич
Ива́н Серге́евич Сена́й (род. 3 апреля 1987, Кривой Рог, Днепропетровская область) — украинский боксёр, представитель средней весовой категории. Выступал за сборную Украины по боксу во второй половине 2000-х годов, чемпион Европы, победитель ряда крупных международных турниров, победитель и призёр первенств национального значения.

## Биография
Родился 3 апреля 1987 года в городе Кривой Рог Днепропетровской области Украинской ССР.
В 2004 году стал чемпионом Украины среди юниоров и отправился на юниорский чемпионат мира в Чеджу, где сумел дойти до стадии четвертьфиналов, проиграв россиянину Армену Овсепяну. Помимо этого одержал победу на турнире братьев Кличко в Бердичеве и выступил на международном юниорском турнире «Сталинградская битва» в Волгограде. Год спустя побывал на чемпионате Европы среди юниоров в Таллине, откуда привёз бронзовую награду, выиграл юниорский турнир в Польше, получил серебро на турнире в Бердичеве. Ещё через год добавил в послужной список золотую медаль, выигранную на мемориале Альгирдаса Шоцикаса в Каунасе. В 2007 году одержал победу на мемориальном турнире Макара Мазая в Мариуполе, боксировал на турнире «Золотой пояс» в Бухаресте.
Долгое время Сенай не мог пробиться в основной состав украинской национальной сборной, проигрывая более удачливому боксёру среднего веса Сергею Деревянченко. Однако в 2008 году из-за болезни Деревянченко вынужден был пропустить национальное первенство — в этих обстоятельствах Иван Сенай стал новым чемпионом Украины и благодаря череде удачных выступлений удостоился права защищать честь страны на чемпионате Европы в Ливерпуле. На европейском первенстве его выступление оказалось триумфальным, он благополучно прошёл всех своих соперников в средней весовой категории, в том числе в финале взял верх над российским боксёром Максимом Коптяковым, и завоевал тем самым золотую медаль.
Впоследствии Сенай ещё в течение некоторого времени оставался действующим боксёром и продолжал принимать участие в различных соревнованиях, но уже не столь престижных. В частности, в 2009 году он получил бронзу на международном турнире в Одессе, стал серебряным призёром мемориала Макара Мазая, взял серебро на чемпионате Европы среди студентов в Элисте. Последний раз показал сколько-нибудь значимые результаты в сезоне 2011 года, когда занял второе место на чемпионате Украины, уступив в решающем финальном поединке Александру Гвоздику, и одержал победу на международном турнире Гагика Царукяна в Ереване.